# Foyil
Foyil é uma cidade  localizada no estado norte-americano de Oklahoma, no Condado de Rogers.

## Demografia
Segundo o censo norte-americano de 2000, a sua população era de 234 habitantes.
Em 2006, foi estimada uma população de 266, um aumento de 32 (13.7%).

## Geografia
De acordo com o United States Census Bureau tem uma área de
0,9 km², dos quais 0,9 km² cobertos por terra e 0,0 km² cobertos por água. Foyil localiza-se a aproximadamente 232 m acima do nível do mar.

## Localidades na vizinhança
O diagrama seguinte representa as localidades num raio de 20 km ao redor de Foyil.